# Geert Daems
Geert Daems (1 juli 1964) is een Belgisch politicus voor de CD&V. Van 2011 tot 2024 was hij burgemeester van Hulshout.
Daems, sinds 1990 werkzaam bij Bpost wordt een eerste maal verkozen in de gemeenteraad van Hulshout bij de gemeenteraadsverkiezingen van 1988. In die periode was hij ook reeds sinds 2007 lid van het college van burgemeester en schepenen met een mandaat als schepen van Financiën.
Op 14 november 2011 neemt hij het burgemeesterschap in de gemeente Hulshout over van zijn voorganger en partijgenoot (CD&V) Mark Verhaegen na de eedaflegging bij de provinciegouverneur. Na de gemeenteraadsverkiezingen van 2012 behoudt hij het burgemeesterschap en de verkiezingen van 2018 leveren zelfs een absolute meerderheid op voor zijn partij waarna hij zijn burgemeesterssjerp vlot kan behouden. Bij de gemeenteraadsverkiezingen van oktober 2024 was Daems geen kandidaat meer voor een verlenging van zijn burgemeestersambt en verliet hij de actieve politiek.